# Орден Святых Маврикия и Лазаря
Орден Святых Маврикия и Лазаря (итал. Ordine dei Santi Maurizio e Lazzaro) — рыцарский орден Савойского владетельного дома и Итальянского королевства. Образован в 1572 г. путём объединения Рыцарского ордена Св. Маврикия и Ордена помощи прокажённым Св. Лазаря.
Рыцарский Орден Королевства Италии был основан в Льерна (итал. Lierna) на озере Комо, в замковой церкви Лиерны 16 сентября 1572 года.

## История
Орден претендует на глубокую древность, так как его предшественник - орден Святого Лазаря был основан в Иерусалимском королевстве около 1090 года. Со временем лазариты сосредоточились на попечении о больных проказой, и многие рыцари ордена были поражены этим заболеванием. После падения Акры в 1291 году рыцари Св. Лазаря покидают Святую землю и Египет и перемещаются сначала во Францию, потом, в 1311 году, в Неаполь.
Орден Святого Маврикия был основан в 1434 году Амадеем VIII Савойским. Объединение обоих орденов произошло в 1572 году по решению савойского правителя Эммануила Фелиберта, подтверждённому буллой папы Григория XIII. В конституции нового ордена было установлено, что кавалеры ордена должны иметь знатных предков не менее чем в 4 поколениях и прожить в ковенте не менее 5 лет.
Карл Альберт Савойский открыл доступ в орден для лиц незнатного происхождения и Виктор Эммануил II разделил орден на 5 традиционных классов:
- Кавалер Большого креста (итал. Cavaliere di gran croce)
- Великий офицер (итал. Grande ufficiale)
- Командор (итал. Commendatore)
- Кавалер-офицер (итал. Ufficiale)
- Кавалер (итал. Cavaliere)

С этого времени орден, продолжая заниматься благотворительностью, имеет в качестве основной своей функции награждение за заслуги.
На основании п. XIV временного устройства и, в итоге, на основании Конституции Итальянской Республики от 1 января 1948 года орден признавался в качестве благотворительной организации. В соответствии с параграфом 9 закона № 178 от 3 марта 1951 года Итальянская Республика провозгласила об упразднении на своей территории Ордена Святого Благовещения и Ордена Короны Италии, и о том, что награждение Орденом Св. Маврикия и Лазаря на её территории прекращается. Терминология данного акта часто, ошибочно, в результате неверных переводов с итальянского языка, расценивается как прямое запрещение данных орденов. 14 апреля 2006 года, в связи с введением нового законодательного акта в отношении протокола и церемониала, некое подобие запретительной нормы в отношении ношения знаков орденов Савойского Дома вышло из употребления, поскольку в новом законодательном акте такая норма опущена. . При этом, Орден Св. Маврикия и Лазаря уже включен в справочник протокола и церемониала Итальянской Республики, и означены правила ношения его знаков по отношению к другим наградам
Многие юристы считают, что любые установления ордена могут быть изменены только папской буллой, так как именно буллой он был учреждён. Это утверждение основано на общепринятой международно-правовой норме, что упразднить почесть может только источник, её создавший, либо его законный наследник (преемник). Итальянская Республика не была образована по воле Умберто II, потому наследником его прав не является. Основываясь на этом, Умберто II, а потом его сын, Виктор Эммануил, продолжили награждать этим орденом и вручать соответствующие знаки ордена.

## Орден в Итальянской республике
В соответствии с законом № 4 от 21 января 2005 года орден официально признан как законно учреждённый Умберто I.
Следуя его традициям, в Итальянской Республике по инициативе Института исследования и лечения рака в Кандиоло даже была создана благотворительная организация, названная «Маврицианский Орден», как организация, действующая в области здравоохранения.
Основные вопросы деятельности этой организации решает Комитет, состоящий из 5 членов:
1. Представитель Председателя Совета Министров Италии (Председатель Комитета)
2. Представитель министерства внутренних дел
3. Представитель министерства культуры
4. Представитель региона Пьемонт
5. Представитель Ординария туринской епархии

Комитет представляет ежегодный доклад Председателю Совета Министров Италии, который передаёт доклад соответствующим парламентским комиссиям.
Сама означенная организация хоть и основана на традициях ордена Св. Маврикия и Лазаря, но к нему никакого отношения не имеет.. Орден был и остается династическим орденом Савойского Дома.

## Орден Савойского дома
Кавалеры всех орденов Савойского дома, включая Орден Св. Маврикия и Лазаря, кроме членства в самом ордене, автоматически, получают членство и в Ассоциации кавалеров Савойского дома. Ассоциация кавалеров Савойского Дома является некоммерческой благотворительной организацией. Для кандидатов в кавалеры ордена Св. Маврикия и Лазаря, согласно статуту, требуется подтвердить честность, верность, снисходительность, великодушие и понимание. Прием кандидатов в орден происходит только по приглашению, и представлению глав орденских делегаций. Декрет о пожаловании кавалерства в ордене издает его глава, герцог Савойский. В начале XXI века орден насчитывает около 4000 членов, мужчин и женщин, представляющих 33 государства и объединённых в национальные и региональные делегации. 
Обычно походят две официальные церемонии в год. На них могут присутствовать все члены ордена. Первая церемония проходит во Франции, в аббатстве Альткомба, мавзолее Савойского дома, для поминовения умерших членов ордена.
Вторая церемония, Генеральный капитул ордена, проходит в Швейцарии, в аббатстве Святого Маврикия, недалеко от Мартиньи (в первое воскресенье после католической Пасхи). Во время генерального капитула происходит приём новых членов ордена.
Российская национальная делегация возглавлялась до 2016 г. князем А. С. Оболенским, предводителем Российского дворянского собрания (РДС) в 2002—2008 гг., а с 2016 г. возглавляется историком Станиславом Думиным.

## Степени ордена
Орден Святых Маврикия и Лазаря делится на 5 традиционных классов для мужчин и 3 класса для женщин.

### Орденские классы для мужчин
Планки до 1946 года
- Кавалер Большого креста
- Великий офицер
- Командор
- Кавалер-офицер
- Кавалер

Планки после 1946 года
- Кавалер Большого креста
- Великий офицер
- Командор
- Кавалер-офицер
- Кавалер

### Орденские классы для женщин
- Дама Большого креста (итал. Dama di Gran Croce)
- Дама-Командор (итал. Dama di Commenda)
- Дама (итал. Dama)